# Armed and Dangerous (dal)
Az "Armed and Dangerous" egy amerikai rapper Juice Wrld által készített zeneszám. 2018. október 15-én debütált. A zenei videó 2018 novemberében került kiadásra. 

## Zenei videó
A Cole Bennett által rendezett videó elsősorban Juice Wrld élő előadásainak klipjeiből áll, és olyan jelenetekből, ahol felkészülnek a koncertre. 2020 július 12-én több mint 
153 380 000 nézettséggel rendelkezik.

## Értékesítések
| Ország                           | Lemezek  | Eladások  |
| -------------------------------- | -------- | --------- |
| Ausztrália (ARIA)                | Gold     | 35 000    |
| Kanada (Music Canada)            | Platinum | 80 000    |
| Amerikai Egyesült Államok (RIAA) | Platinum | 1 000 000 |